# Verordnung über das Genehmigungsverfahren
Die Verordnung über das Genehmigungsverfahren (9. BImSchV) beschreibt das Verfahren für die Genehmigung von Anlagen nach dem Bundes-Immissionsschutzgesetz, soweit diese in der Verordnung über genehmigungsbedürftige Anlagen (4. BImSchV) beschrieben sind. Neben den eigentlichen Bestimmungen zum Immissionsschutz enthält die Verordnung auch Bestimmungen zu Schutzmaßnahmen, zur Behandlung von Abfällen, zur Energieeffizienz und zur Umweltverträglichkeitsprüfung. Insofern wird ein fachübergreifender Ansatz verfolgt, was auch mit dem Hinweis auf die Richtlinie 2008/1/EG über die integrierte Vermeidung und Verminderung der Umweltverschmutzung verbunden wird.
In der 9. BImSchV werden Details des Genehmigungsverfahrens festgelegt: Schriftlicher Antrag, Verfahrensart (öffentliches / nichtöffentliches Verfahren / vorzeitiger Beginn), Umfang der Antragsunterlagen (z. B. Bau-/Betriebsbeschreibung, Auszug aus Flurkarte, Lagepläne, Angaben über Emissionen und Emissionsminderungen sowie Maßnahmen zum Arbeitsschutz), Durchführung des Genehmigungsverfahrens, Beteiligung Dritter (Öffentlichkeit), Durchführung und Protokollierung eines öffentlichen Erörterungstermins, Inhalt der Genehmigung, besondere Bescheide.
Die Genehmigungsverfahren benötigen nach Vorliegen sämtlicher, für eine Beurteilung notwendige Unterlagen je nach Verfahrensart ein bis sechs Monate:
§ 4: sechs Monate
§ 15: ein Monat
§ 16: ohne Öffentlichkeitsbeteiligung drei Monate, mit Öffentlichkeitsbeteiligung sechs Monate
Eine Besonderheit ist die Übergangsvorschrift in § 25, die vor allem Altanlagen betrifft. Hier heißt es außerdem in Absatz 1: „Verfahren, die vor dem Inkrafttreten einer Änderung dieser Verordnung begonnen worden sind, sind nach den Vorschriften der geänderten Verordnung zu Ende zu führen. Eine Wiederholung von Verfahrensabschnitten ist nicht erforderlich.“